# Xenoplatyura deemingi
Xenoplatyura deemingi är en tvåvingeart som beskrevs av Loïc Matile 1984. Xenoplatyura deemingi ingår i släktet Xenoplatyura och familjen platthornsmyggor.
Artens utbredningsområde är Nigeria. Inga underarter finns listade i Catalogue of Life.